# Psicoterapia centrada en el cliente
La psicoterapia centrada en el cliente es el nombre de una psicoterapia enmarcada en la psicología humanista. "Cliente" pretende enfatizar un matiz semántico distinto a "paciente", ya que un cliente permanece con la responsabilidad y libertad sobre el proceso terapéutico como un agente activo, en contraposición de "paciente", como indica este término en su sentido literal ("ser paciente con el problema").
Con frecuencia se habla de "enfoque centrado en el cliente". Enfoque es un término más general con más matices filosóficos, que permiten enmarcar con este una consecuente psicoterapia y comprensión sobre los intercambios interpersonales acaecidos durante el proceso psicoterapéutico.
Psicoterapia centrada en el cliente es también el nombre de un libro escrito por el psicólogo estadounidense Carl Rogers, considerado fundamental dentro de la escuela humanista de psicoterapia.

## Fundamentos
La psicoterapia centrada en el cliente es una teoría psicológica aplicada en el trabajo terapéutico con personas en busca de ayuda psicológica. Ha sido creada por el psicólogo estadounidense y profesor de psicología Carl Rogers (1902 - 1987). Como se decía, implica un "enfoque" que enmarca el proceso psicoterapéutico, más allá de ser una mera "técnica". Por ejemplo, según aseguraba el propio autor en el citado libro, el proceso psicoterapéutico fallaría si fuera aplicado como una técnica, ya toda acción terapéutica surge de unas determinadas actitudes reales por parte del psicoterapeuta (de ahí denominarlo "enfoque").
Como técnica psicoterapeútica es uno de los métodos más investigados a nivel científico desde entonces y ha dado sus pruebas de eficacia. Las investigaciones científicas y universitarias en muchas partes del mundo permitieron también el desarrollo sistemático de esta orientación psicoterapeutica. 
La psicoterapia centrada en el cliente suele ser la base de la formación profesional de los counselors. También forma parte de la formación curricular básica de los psicólogos, ya que es una forma de psicoterapia, permite establecer una relación psicoterapéutica y enmarca conceptos fundamentales como el sí-mismo. 

### Cliente en oposición a paciente
Para muchos el uso del término cliente puede resultar chocante y contrario al espíritu de la psicología humanista. El motivo de abandonar el término paciente viene dado por la connotación del vocablo, relacionado con la patología, lo cual implica una relación asimétrica en donde el enfermo busca la ayuda de un superior, el terapeuta o sanador. La contrapropuesta es que no existe tal cosa como la enfermedad mental, sino formas disfuncionales de vivir. 
El solicitante es una persona, un ser humano que se enfrenta al servicio o proceso psicoterapéutico, y es así como toma el término cliente, ya que es una persona activa y participativa en la solución de su problema y, como parte de esa búsqueda activa, ha decidido iniciar este proceso psicoterapéutico. Dentro de la relación terapéutica, cliente y psicoterapeuta tienen por tanto el mismo "estatus", de modo que el cliente es totalmente libre para dirigir por medio de la psicoterapia su propio camino de desarrollo personal.

### El proceso terapéutico
Según Rogers, el cliente es el que lleva el peso de la terapia (autodirectividad) y no el terapeuta. Sin embargo, el terapeuta tiene que ofrecer al cliente una relación que se define por tres condiciones necesarias y suficientes para lograr el éxito de la misma. Las tres primeras características o condiciones son Empatía, Aceptación positiva incondicional y Autenticidad o Congruencia. Todo el proceso de la psicoterapia puede traducirse como la actitud del psicoterapeuta en una profunda creencia de respeto y aceptación del cliente y de sus propias capacidades para el cambio: de este modo, todo lo que se hace en la psicoterapia (si entendemos esta como una escuela o enfoque, de la que surgen técnicas o estrategias) es la instrumentalización de esa actitud. Desde el uso del silencio a la empatía, vienen a trasmitir este mensaje implícito.
Estas tres condiciones relacionales mencionadas son llamadas actitudes de base:
1. La aceptación y consideración incondicionalmente positiva de la persona en búsqueda de ayuda. Se acepta sin condición alguna la manera en que ella está dispuesta a revelarse y demostrarse en la relación frente al terapeuta.
2. La empatía centrada en la persona sufriente. Es la capacidad del terapeuta de entrar en el mundo del cliente y de comprender con exactitud sus vivencias como si el terapeuta fuese el otro. Esta comprensión empática facilita la concientización, favorece el acompañamiento terapéutico y promueve el desarrollo personal.
3. La autenticidad del terapeuta permite a menudo un diálogo sincero y constructivo directo entre el terapeuta y el cliente. El terapeuta sigue siendo un experto, pero él se comunica también como ser humano al servicio del cliente sufriente.

La relación centrada en el cliente se define además por un mínimo de contacto establecido entre el cliente y el terapeuta (4), el cliente debe estar en un estado de incongruencia (5) y por último, el cliente debe, de una manera u otra, darse cuenta de la presencia del terapeuta y de la relación ofrecida (lo que, a veces, no ocurre, por ejemplo en caso de una psicosis aguda).
Una relación definida por las actitudes de base genera una multitud de interacciones terapéuticas cada vez más adaptadas a la relación con el cliente, a su persona y situación particular, favoreciendo la capacidad natural e inherente en cada persona de poder desarrollarse de manera constructiva (tendencia natural de cada persona a su autoactualización, es decir a desarrollarse y madurar).

## Filosofía y ética
En un sentido filosófico, los terapeutas centrados en la persona consideran el ser humano como una persona que, durante su vida entera, vive en una interdependencia entre sus necesidades de autonomía y sus necesidades de estar relacionado con los demás y con la sociedad. Las dos necesidades son existenciales. Uno de los objetivos de la terapia centrada en la persona es ayudar al paciente a encontrar su equilibrio en esta interdependencia y de desarrollar en ella su pleno funcionamiento social y psíquico ("fully functioning person").
Así, incluso en su propia "Psicoterapia centrada en el cliente" hace constantes referencias a la psicología Gestalt, o a la gestalt de la personalidad del cliente (el sí-mismo). En la psicología gestalt se analiza profundamente la interacción persona-sociedad, de modo que las personas vivimos inmersas en la "experiencia"; esta es el constante flujo experiencial donde todos los seres humanos interaccionamos. Desde la psicología Gestalt, el problema de la disfuncionalidad o psicopatología se entiende como una falta de ajuste: la solución consiste en buscar un "ajuste creativo" al problema, que permita una funcionalidad de la persona en ese medio. Es decir, en cierto modo supone una despatologización más bien próxima al humanismo.

## Psicología y desarrollo
El ser humano nace con un conocimiento intuitivo (inmediato) de sus necesidades organísmicas. A medida que se desarrolla, va empezando a construir un esquema de sí mismo con base a ese conocimiento. En los avatares de sus relaciones con el mundo y los otros, puede recibir dos clases generales de retroalimentación: consideración positiva incondicional y consideración positiva condicional. En tanto recibe esta última, el sujeto, quien tiene necesidad de aceptación, aprende a rechazar partes de su sí mismo que los demás desaprueban, con lo cual pierde parte de su proceso de satisfacción de esas necesidades que ya no reconoce de sí. La tesis central e hipótesis de trabajo terapéutico, es que al dar consideración positiva incondicional, entre otras "condiciones suficientes para el cambio terapéutico", el cliente podrá recuperar su funcionamiento organísmico óptimo.
Constantemente, Rogers en su obra "Psicoterapia Centrada en el Cliente", enfatiza que las emociones, en muchos casos disfuncionales, se manifiestan visceral o fisiológicamente, pero que estas expresiones emocionales no han sido representadas (o simbolizadas según sus propias palabras) adecuadamente en la consciencia, ya que su representación podría suponer un peligro para la propia percepción que se tiene de sí (sí-mismo) y peligrar con ello la propia autoestima. A través de esta psicoterapia el cliente toma conciencia de tal expresión fisiológica y puede representarla e integrarla en el conjunto de sus percepciones sobre sí mismo y el mundo.
Rogers describe el proceso de cambio que viven las personas que ingresan a terapia y describe siete etapas:
1. Fijeza: es el estado que comúnmente es descrito como neurótico.
2. Vivir la experiencia de ser plenamente aceptado: al inicio de la relación terapéutica, el primer cambio que vive la persona es entrar en un ambiente que no le condiciona, lo que convierte en innecesarios los patrones de comportamiento que ha desarrollado para enfrentar al mundo hostil y condicionante en que se desenvuelve cotidianamente.
3. Desarrollo y flujo de la expresión simbólica: la persona en proceso comienza a desarrollar una expresión verbal más allá de los lugares comunes y que le permita expresarse con más propiedad conforme a su vivencia.
4. Flexibilización de los constructos y flujo de los sentimientos: se comienzan a cuestionar los valores y creencias que han llevado a la persona a un estado de permanente insatisfacción, y se permite ver las cosas de forma distinta. Además, en esta etapa se advierte una mayor libertad para expresar los sentimientos.
5. Flujo organísmico: la estructura personal del cliente manifiesta una mayor relajación, los sentimientos son expresados con mayor libertad, las creencias son libremente cuestionadas y hay una necesidad por explorar nuevas formas de comportamiento.
6. Inicio de la experienciación plena: es la fase de la terapia en que las personas llegan al "punto de no retorno", donde es posible que abandonen el proceso terapéutico y no experimenten retrocesos dado que toman conciencia de que son ellas las responsables de su viviencia y experiencia.
7. Fluidez: es la descripción de una persona que funciona plenamente.